# ぼたん通り商店街

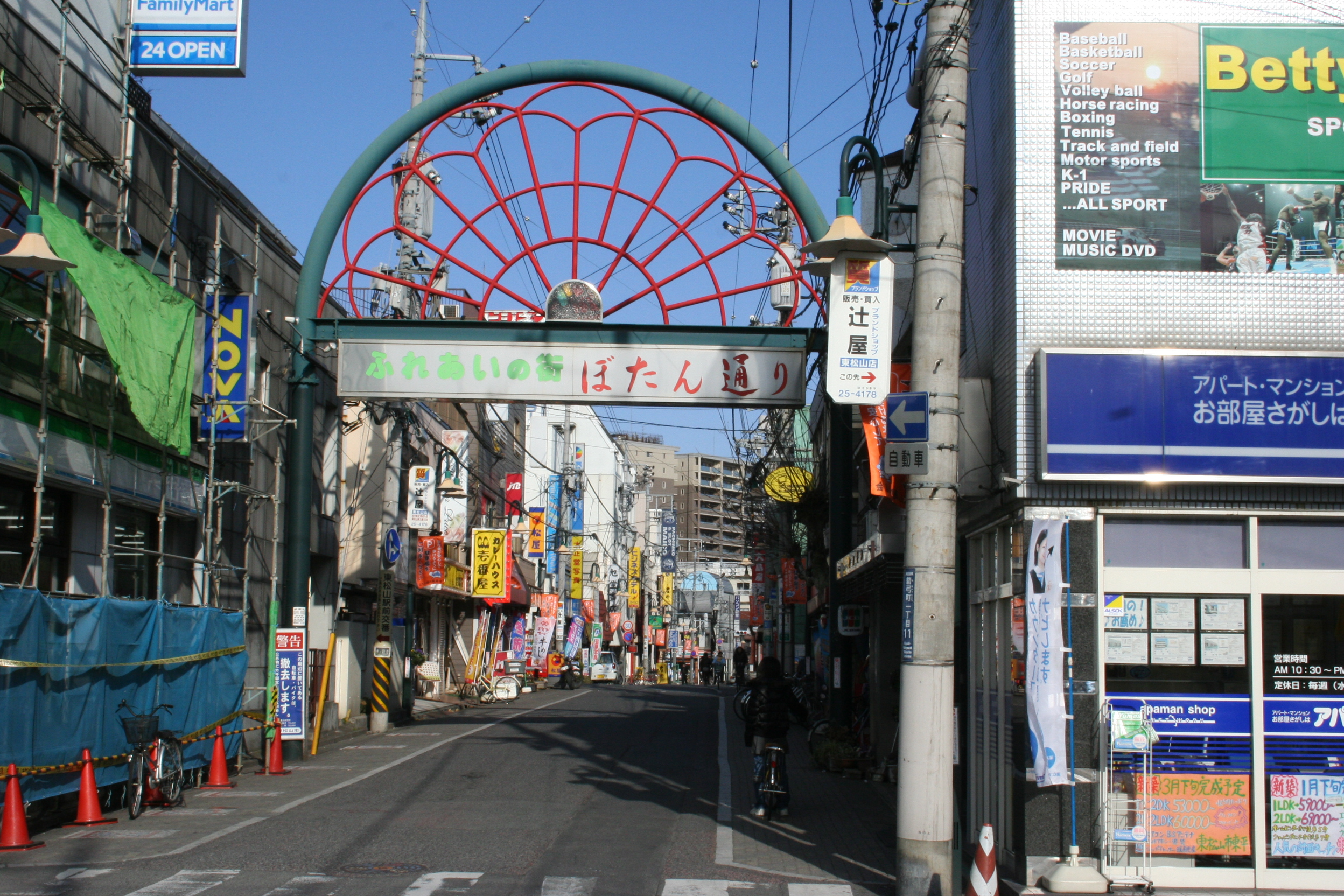
ぼたん通り商店街（東松山駅側入口）

ぼたん通り商店街（ぼたんどおりしょうてんがい）とは、埼玉県東松山市箭弓町にある商店街の通称である。

## 概要
東松山市の中心商店街を形成する東松山駅東口と丸広百貨店の間の駅側に位置する商店街である。ぼたん通り商店会を組織している。
北側は東松山陣屋通り商店会の「陣屋通り商店街（旧まるひろ通り商店街）」となっており、ぼたん通り商店街と一体化したイベントなどが行われることがある。
かつて商店街で独自の時間貸し駐車場を建設するなどマイカー時代に対応した商店街造りが話題になり注目を集めた（現在はマンションになっている）。